# Pheidole punctithorax
Pheidole punctithorax is een mierensoort uit de onderfamilie van de Myrmicinae. De wetenschappelijke naam van de soort is voor het eerst geldig gepubliceerd in 1929 door Borgmeier.